# 王來賢
王來賢（1539年—？），字元德，號用吾，雲南臨安衛旗籍直隸合肥縣人，明朝政治人物。

## 生平
嘉靖四十年（1561年）辛酉科雲南鄉試第十九名舉人。隆慶五年（1571年）中式辛未科會試第一百四十七名，二甲第十六名進士。大理寺觀政，授南京户部广西司主事，萬曆四年（1576年）二月升四川佥事，七年二月升广东右参议，九年二月升贵州副使，丁憂歸，十二年六月復除山东副使，天津兵备，十五年八月升河南大梁道左参政，十七年五月本省按察使，十九年遷四川右布政使，二十一年十月升贵州左布政使，二十二年以考察调簡。二十三年六月调山西右布政，驻商州。二十四年准致仕。

## 家族
曾祖王澄；祖父王華；父王好義，壽官。母沈氏。具庆下。